# Horns Herred (Jylland)
 For alternative betydninger, se Horns Herred. (Se også artikler, som begynder med Horns Herred)
Horns Herred var en del af  det tidligere Hjørring Amt, fra  1970-2006  Nordjyllands Amt, og nu Region Nordjylland.
Horns Herred hørte i middelalderen under Vendsyssel, senere kom herredet under Ålborghus Len, og fra 1660 Ålborghus Amt. I 1707 lagdes det under Åstrup, Sejlstrup, Børglum Amt indtil det i 1793 kom under Hjørring Amt
I Horns Herred lå følgende sogne:
- Abildgård Sogn (Abildgaard)
- Bangsbostrand Sogn
- Bindslev Sogn
- Elling Sogn med Jerup Kirkedistrikt
- Flade Sogn
- Fladstrand/Frederikshavn Sogn
- Gærum Sogn
- Hirsholmene Sogn
- Hørmested Sogn
- Lendum Sogn
- Mosbjerg Sogn
- Råbjerg Sogn (Raabjerg)
- Skagen Sogn med Hulsig Kirkedistrikt
- Skagen Landsogn
- Skærum Sogn
- Tolne Sogn
- Tversted Sogn med  Sørig Kirkedistrikt
- Åsted Sogn (Aasted) med  Kvissel Kirkedistrikt